# لیترودونتاس
لیترودونتاس (به لاتین: Lythrodontas) یک منطقهٔ مسکونی در قبرس است که در ناحیه نیکوزیا واقع شده‌است. لیترودونتاس ۲٬۶۲۸ نفر جمعیت دارد.